# Giuseppe Treves
Pour les articles homonymes, voir Treves.
Giuseppe Treves - ou Iseppo, diminutif de Gioseppe, - né vers 1759 et mort en 1825, est un homme d'affaires italien, qui reçut de Napoléon Ier roi d'Italie le titre de baron du Royaume, et dont l'union avec Benedetta Bonfili (famille Bonfili) fonde la lignée Trèves de Bonfili, le premier représentant étant leur fils Giacomo par décision du gouvernement lombard-vénitien.

## Biographie

### Titre de noblesse
Le titre baronnial est concédé à Giuseppe Treves en 1811 par décret de Napoléon Ier roi d'Italie (empire français), confirmé par lettres patentes en 1812.
| Nom             | Ville d'origine | Fonction                                                                           | Date du décret (D) et des lettres patentes (LL. PP.) |
| --------------- | --------------- | ---------------------------------------------------------------------------------- | ---------------------------------------------------- |
| Giuseppe Treves | Padoue          | Électeur au collège des commerçants, Président de la Chambre de commerce de Venise | (D) 17 septembre 1811 (LL. PP.) 5 mai 1812           |

### Président de la chambre de commerce
Électeur au collège des commerçants, président de la Chambre de commerce de Venise.

### Généalogie
Arrière-grand-père d'Alberto Trèves de Bonfili